# Jonatán Hajdu
Jonatán Hajdu (ur. 28 czerwca 1996 r. w Budapeszcie) – węgierski kajakarz, srebrny medalista mistrzostw świata, brązowy medalista mistrzostw Europy.

## Życiorys

### Mistrzostwa
Na mistrzostwach Europy juniorów w 2012 roku zdobył srebrny medal w czwórkach na 1000 metrów. W następnym roku wygrał mistrzostwa kontynentalne na 200 metrów w swojej grupie wiekowej. Na Mistrzostwach Świata 2014 (wraz z Ádámem Lantos, Péterem Nagy i Dávidem Korisánszky) zdobył brązowy medal. Na mistrzostwach Europy w 2016 zajął szóste miejsce.

### Igrzyska olimpijskie
Wziął udział w zawodach na igrzyskach olimpijskich w Rio de Janeiro w jedynce na 200 metrów. W eliminacjach uzyskał czas 40,147 i zajął 2. miejsce, co dało mu awans do półfinału, w którym zajął 4. miejsce i wszedł do finału B. Finalnie zajął 2. miejsce w finale B, co uplasowało go na 10. miejscu w końcowej klasyfikacji. 